# Lilliconus
Lilliconus ist der Name einer Gattung von Schnecken aus der Familie der Kegelschnecken, von der 2 Arten von den Küsten Somalias und Madagaskars bekannt sind.

## Merkmale
Die Kegelschnecken der Gattung Lilliconus tragen ein kleines, wirbelförmiges bis kegelförmiges Schneckenhaus, das bei ausgewachsenen Schnecken 6 bis 12 mm Gehäuselänge erreicht. Das hohe, kegelförmige Gewinde nimmt ein Achtel bis ein Viertel der gesamten Gehäuselänge ein und hat einen geraden, gestuften Umriss. Der Protoconch ist weniggewindig. Die Umgänge des Teleoconchs sind flach oder leicht konkav und unterhalb der Naht mit einer spiraligen Rippe besetzt, weisen aber keiner Schnüre auf. Die Schulter gewinkelt, der Umriss des Körperumgangs gerade. Die Schale ist mit ausdauernden Knötchen skulpturiert. Das Innere ist meist rosa oder braun gefärbt. Das Operculum ist klein.
Bei den mit einer Giftdrüse verbundenen Radulazähnen ist der Vorderabschnitt viel kürzer als der Hinterabschnitt. Sie haben eine wohl entwickelte hintere Schneide und am Schaft eine stumpfe Falte, während ein Sporn an der Basis fehlt. Der Widerhaken und die Schneide sind kurz. Die Radulazähne haben eine deutliche Zähnelung in ein oder zwei Reihen.
Fressverhalten und Beutespektrum der Lilliconus-Kegelschnecken sind unbekannt.

## Verbreitung und Lebensraum
Die Zwergkegelschnecken der Gattung Lilliconus sind im westlichen Indischen Ozean verbreitet und durch Fundorte an den Küsten Somalias und Madagaskars bekannt.

## Arten
Zur Gattung Lilliconus werden folgende beiden Arten gezählt:
- Lilliconus biraghii (G. Raybaudi Massilia, 1992)
- Lilliconus sagei (W. Korn & G. Raybaudi Massilia, 1993)